# Павел (экзарх Равенны)
Павел — экзарх Равенны в 723—727 годах. 

## Биография
Павел начал свою карьеру финансовым чиновником — хартулярием в Константинополе. Отвечал за личную казну императора Льва III Исавра.
В 718 году стратиг византийской фемы Сицилия Сергий, решив что Константинополь захвачен арабами провозгласил новым императором Василия Ономагула. Лев III срочно отправил на Сицилию войска, а Павел был назначен стратигом Сицилии вместо Сергия, который успел сбежать в Северную Италию к лангобардам.
В 723 году Павел был назначен экзархом Равенны, сменив здесь Схоластика. В 726 году он столкнулся с сопротивлением местных жителей во главе с папой Григорием II к высоким налогам, требуемым византийским императором Львом III Исавром. Согласно «Liber Pontificalis», император приказал Павлу либо убить, либо заключить в тюрьму папу римского Григория II. Попытка покушения оказалась неудачной и привела к возобновлению волны восстания против византийской власти в Италии. Григорий II наложил на Павла анафему. 
Павел был убит в 727 году во время восстания против иконоборческих указов Льва III, когда подчиненные ему воины попытались вынести иконы из одной из главных церквей Равенны. После гибели экзарха его преемником был назначен Евтихий.